# Nowiny (Banie Mazurskie)
Nowiny (deutsch Naujehnen, 1938 bis 1945 Neuengrund) ist ein Ort in der polnischen Woiwodschaft Ermland-Masuren, der zur Landgemeinde Banie Mazurskie (Benkheim) im Kreis Gołdap gehört.

## Geographische Lage
Nowiny liegt im Nordosten der Woiwodschaft Ermland-Masuren am Nordrand des Borkener Forsts (auch: Borker Heide, polnisch: Puszcza Borecka). Die Kreisstadt Gołdap (Goldap) liegt 17 Kilometer in nordöstlicher Richtung.

## Geschichte
Bereits im Jahre 1769 wurde das damals so genannte Nowjehnen gegründet. Vor 1785 Nojehnen genannt hieß das Dorf bis 1938 Naujehnen. Mehrere große und kleine Höfe bildeten damals den Ort, der seit 1874 zum Amtsbezirk Bodschwingken (polnisch: Boćwinka) gehörte und – 1939 in „Amtsbezirk Herandstal“ umbenannt – bis 1945 Teil des Kreises Goldap im Regierungsbezirk Gumbinnen der preußischen Provinz Ostpreußen war.
Im Jahr 1910 zählte Naujehnen 84 Einwohner. Noch vor 1931 wurde der kleine Ort in die Nachbargemeinde Kallnischken (1938 bis 1945: Kunzmannsrode, polnisch: Kalniszki) eingegliedert und – 1938 in „Neuengrund“ umbenannt – teilte somit mit der neuen Muttergemeinde seine Geschichte.
Diese änderte sich im Jahre 1945, als das südliche Ostpreußen in Kriegsfolge zu Polen kam. Unter dem Namen „Nowiny“ wurde die kleine Ortschaft wieder eigenständig, kam später zum Schulzenamt (polnisch: Sołectwo) Kierzki (Kerschken) innerhalb der Gmina Banie Mazurskie (Benkheim) im Powiat Gołdapski, bis 1998 zur Woiwodschaft Suwałki, seither zur Woiwodschaft Ermland-Masuren zugehörig.

## Religionen
Die mehrheitlich evangelische Bevölkerung Naujehnens resp. Neuengrunds war bis 1945 in das Kirchspiel der Kirche zu Grabowen (1938 bis 1945: Arnswald, polnisch: Grabowo) eingepfarrt und somit dem Kirchenkreis Goldap innerhalb der Kirchenprovinz Ostpreußen der Kirche der Altpreußischen Union zugeordnet. Die zuständige katholische Pfarrgemeinde war die in der Kreisstadt Goldap im Bistum Ermland.
Die Einwohner Nowinys sind überwiegend katholisch, so dass sie nun von der neu errichteten Pfarrei in Grabowo aus betreut werden. Die ursprünglich evangelische Kirche dort ist jetzt katholische Pfarrkirche und gehört zum Dekanat Gołdap im Bistum Ełk (Lyck) der Katholischen Kirche in Polen. Die wenigen evangelischen Kirchenglieder gehören jetzt zur Kirchengemeinde in Gołdap, einer Filialgemeinde der Pfarrei in Suwałki in der Diözese Masuren der Evangelisch-Augsburgischen Kirche in Polen.

## Verkehr
Nowiny liegt an einer Nebenstraße, die bei Boćwinka (Alt Bodschiwngken, 1938 bis 1945 Alt Herandstal) von der Woiwodschaftsstraße DW 650 (ehemalige deutsche Reichsstraße 136) abzweigt und über Kalniszki (Kallnischken, 1938 bis 1945 Kunzmannsrode) nach Kierzki (Kerschken) führt.
Bis 1945 bestand eine Bahnanbindung über die Station Bodschwingken (Herandstal) an der Bahnstrecke Angerburg–Goldap, die kriegsbedingt nicht mehr betrieben wird.